# Basilika Mariä Geburt (Chełm)

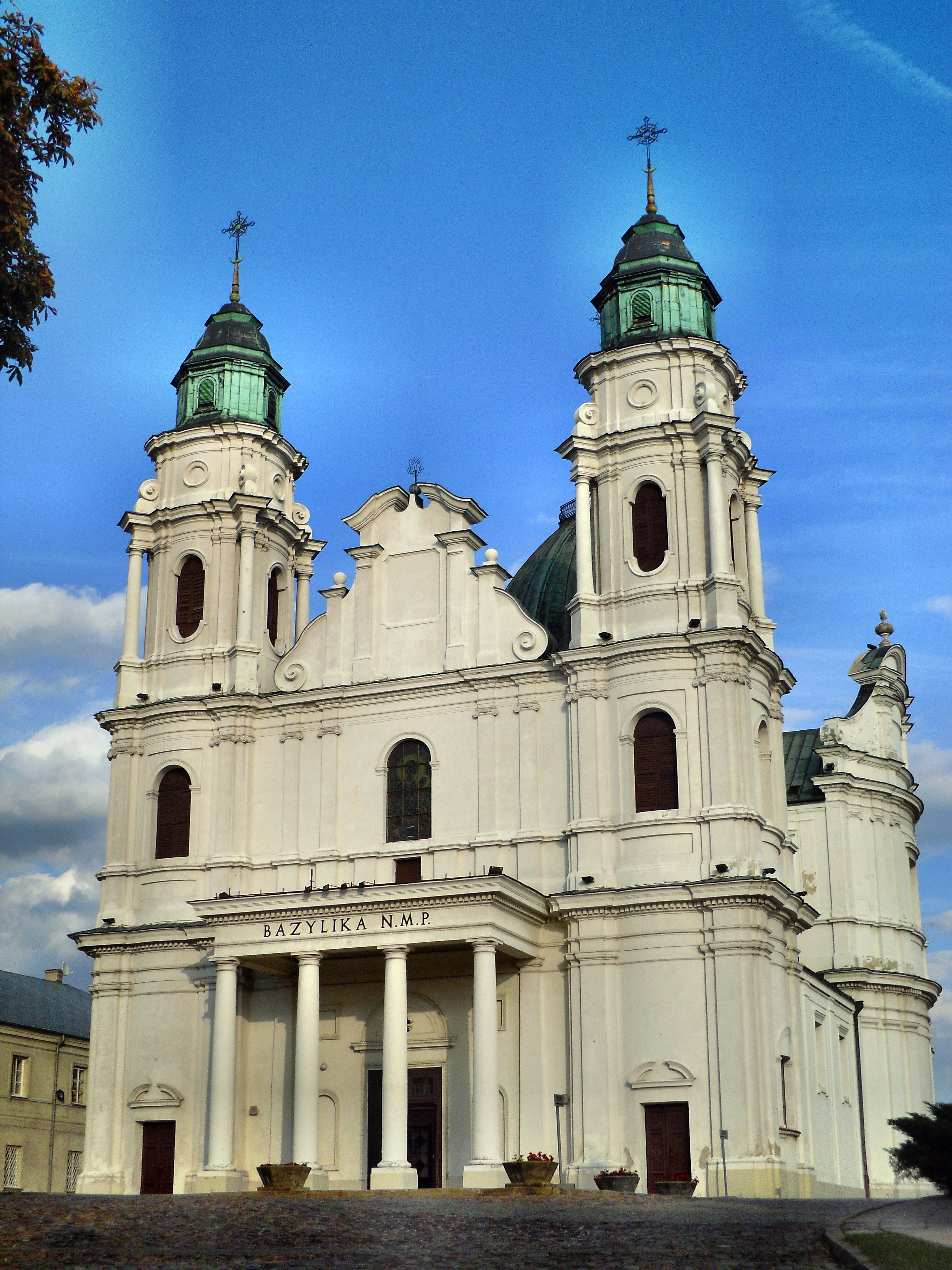
Fassade der Basilika

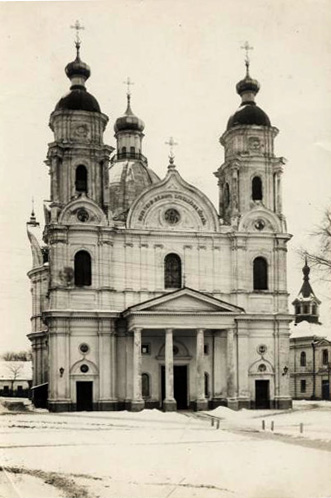
Ansicht als orthodoxe Kathedrale, frühes 20. Jahrhundert

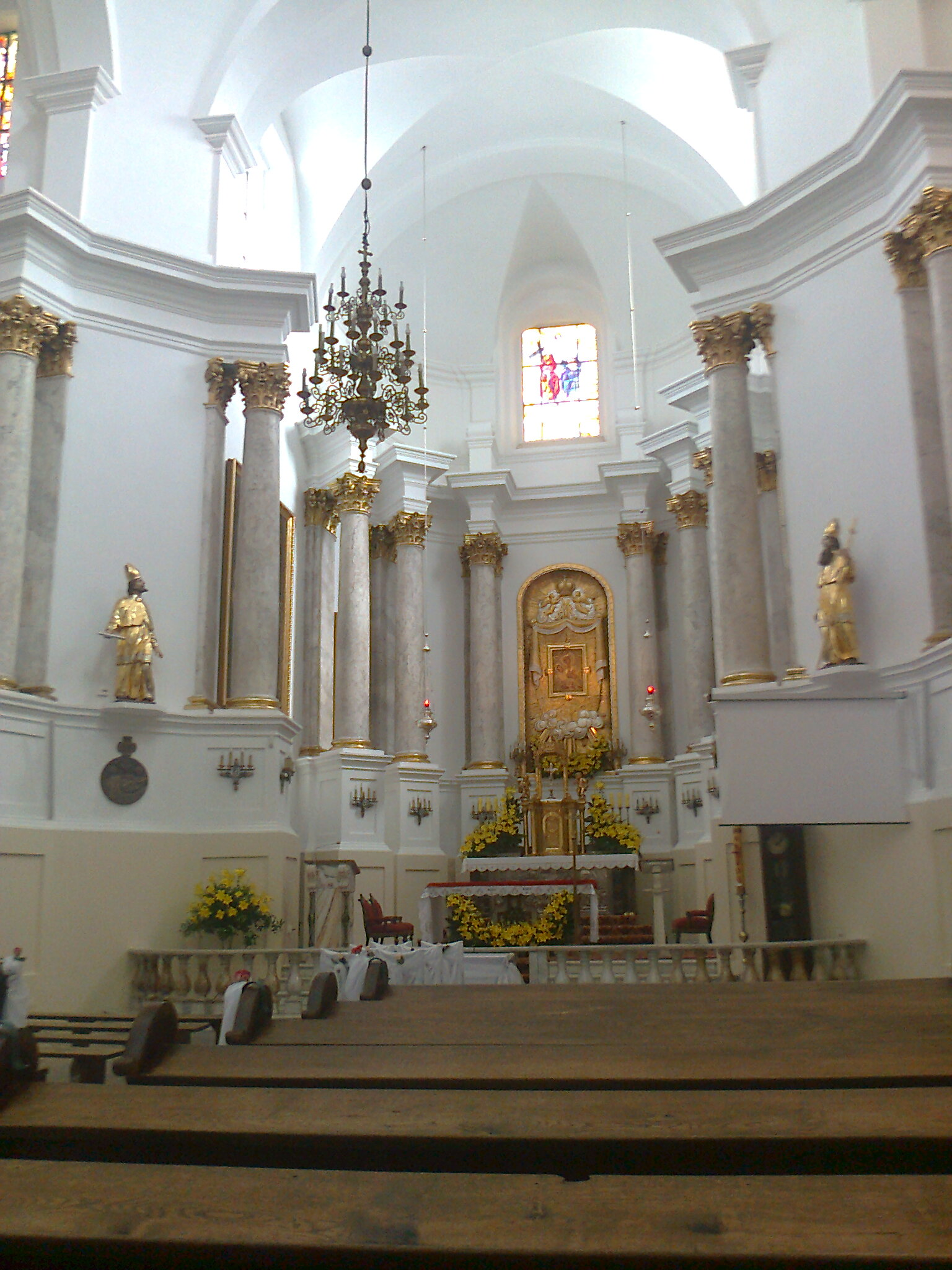
Innenraum

Die Basilika Mariä Geburt (polnisch Bazylika Narodzenia Najświętszej Maryi Panny) ist eine römisch-katholische Kirche in Chełm in der Woiwodschaft Lublin, Polen. Die Pfarrkirche des Erzbistums Lublin mit dem Patrozinium Mariä Geburt wurde als unierte Kathedrale gebaut und wurde auch von der orthodoxen Kirche genutzt. Die spätbarocke Kirche wurde Mitte des 18. Jahrhunderts errichtet, sie trägt den Titel einer Basilica minor und ist denkmalgeschützt.

## Geschichte
Ursprünglich stand an der Stelle der heutigen Basilika eine gleichnamige orthodoxe Kirche, deren Gründer um 1260 der Rus-König Daniel Romanowitsch von Galizien war. Nachdem der orthodoxe Bischof von Chełm Dionizy Zbirujski im Jahr 1596 das Gesetz der Brester Union unterzeichnet hatte und zusammen mit der gesamten Diözese zum Ostkatholizismus konvertierte, wurde die Kirche zu einer unierten Kathedrale des Bistums Chełm. In den Jahren 1638–1640 wurde sie auf Initiative von Bischof Methodius Terlecki nach den durch Feuer verursachten Schäden wiederaufgebaut.
1711 renovierte Bischof Józef Lewicki (1710–1730) das Gebäude und fügte ein Querschiff hinzu. Da die Arbeiten nachlässig  durchgeführt wurden, stürzte das Gebäude bald ein. Daher ordnete Bischof Felicjan Wołodkowicz (1731–1756) den Abriss des Gebäudes und den Bau einer größeren Kirche an, der Abriss erfolgte 1735, die Bauarbeiten dauerten bis 1756. Die letzte Phase der Bauarbeiten wurde von Bischof Maksymilian Ryłło (1756–1784) geleitet. Die Inneneinrichtung übernahm der Lemberger Künstler Michał Filewicz. Die Kathedrale wurde nach dem Entwurf von Paweł Fontana unter der Aufsicht des Architekten Tomasz Rezler errichtet. Sie erhielt den Stil des westeuropäischen Barocks, ähnlich den römisch-katholischen Kirchen. Im Inneren gingen die Merkmale des  griechischen Ritus verloren, ein Chor, Beichtstühle, ein Hochaltar und fünf Seitenaltäre wurden geschaffen.
1802 brannte die Kirche nieder. 1805 wurde der Bischofssitz nach Lubmin verlegt. 1809 und in den Jahren 1827 bis 1839 wurde sie dank Bischof Ferdynand Dąbrowa-Ciechanowski umgebaut, um seinen Außenfassaden klassizistische Formen zu verleihen. Die Mittel kamen aus der Schatzkammer des Königreichs Polen.
Nach der Auflösung der Union im Jahre 1875 wurde sie in eine orthodoxe Kathedrale umgewandelt und 1874–1878 im byzantinisch-russischen Stil umgebaut. Die Türme wurden mit zwiebelförmigen Helmen ergänzt, und die Giebel erhielten den Stil maurischer Bögen. Damals wurde vor dem Haupteingang ein viersäuliger Portikus errichtet, der bis heute erhalten ist.
Als die österreichische Armee 1915 in Chełm einmarschierte, wurde in dem Gebäude ein Waffen- und Munitionslager eingerichtet und so bis zum 2. November 1918 genutzt. Im Mai 1919 wurde das Gebäude von der römisch-katholischen Kirche übernommen. Dann wurde die Kathedrale von den Jesuiten übernommen. Sie versuchten auch nach 1931, ihr das Erscheinen vor 1875 zurückzugeben.
1935 ging das Gebäude an Diözesanpriester, danach wurde eine neue Pfarrei gegründet. 1938 wurde eine gründliche Renovierung des Gebäudes abgeschlossen, die von Konrad Szretter und J. Siennicki geleitet wurde. Sie ließen einen klassizistischen Portikus zurück, aber anstelle eines Tympanons gab es eine Empore mit einer Balustrade. Sie fügten auch Motive von Kirchen hinzu, die mit Tomasz Rezler verbunden waren, der zu dieser Zeit fälschlicherweise als Entwerfer der Kirche galt. Es gab auch Pläne, das Innere der Kirche zu verändern. 1935 kündigte der Nationale Kulturfonds einen Malwettbewerb an, den der Maler Felicjan Szczęsny Kowarski gewann. Aufgrund fehlender finanzieller Mittel wurden die Pläne nicht umgesetzt.
 
Im Mai 1940 wurde die Kathedrale von den deutschen Besatzungsbehörden an die orthodoxen Ukrainer übergeben, was im Zusammenhang mit der Kampagne zur Ukrainisierung des Chełmer Landes stand. Im November 1940 wurde die Kirche Sitz des Bischofs der Diözese Chełm-Podlasie. Am 24. August 1944 wurde die Kirche den Katholiken übergeben und die Funktion einer römisch-katholischen Pfarrkirche wiederhergestellt. Papst Johannes Paul II. verlieh der Kirche 1988 den Rang einer Basilica minor. Die Basilika ist Sitz des Stiftskapitels Chełm.

## Architektur
Die dreischiffigen Kirche hat den Grundriss mit lateinischem Kreuz, einem Querschiff und zwei Türmen (mit Eckpfeilern verziert und mit Helmen bedeckt) in der Fassade, und die Kuppel endete mit einer Laterne. Kreuze mit Halbmonden, die die Helme der Türme krönen, wurden auf Zeptern mit Kugeln gesetzt. Das Gebäude hat drei Eingänge mit Giebelportalen. Unter dem Chor und dem Querschiff befinden sich die Gräber der griechisch-katholischen Bischöfe von Chełm. Die ursprüngliche Kirchenausstattung ist nicht erhalten. Im Hauptaltar befindet sich eine Replik des wundersamen Gemäldes der Muttergottes von Chełms aus dem Jahr 1938, dessen Original sich heute im Museum der Wolhynien-Ikone in Luzk befindet.
Es gibt auch ein spätbarockes Antependium aus den Jahren 1720–1750 mit einer Szene der Hommage an die Muttergottes von Chełm nach der Schlacht bei Berestetschko im Jahre 1651 von König Johann II. Kasimir und zwei Gemälden vom Ende des 18. Jahrhunderts von Franciszek Smuglewicz: Kreuzigung und St. Onophrios.